# Camille Robida
Pour les articles homonymes, voir Robida.
Camille Robida est un architecte français, né le 7 mars 1880 à Paris dans le 19e arrondissement et mort le 8 janvier 1938 à Passy (Haute-Savoie). Il est le fils du dessinateur et romancier Albert Robida.

## Biographie
En 1902, il remporte avec l'architecte Charles Duval le concours lancé pour la reconstruction du théâtre de Coulommiers en Seine-et-Marne. Ce bâtiment, érigé de 1903 à 1905, est inscrit aux monuments historiques.
De 1907 à 1912, Camille Robida participe à un important projet immobilier au Caire, en Égypte. En effet, il est l'architecte en chef de la Heliopolis Oasis Company, société immobilière fondée par le baron Empain pour créer la ville nouvelle d'Héliopolis, dans la banlieue du Caire. À ce titre, il conçoit toute une gamme d'habitations individuelles et collectives pour loger des habitants au niveau de revenu varié. Il crée notamment des bungalows de plain–pied et des « villas à dôme », destinés aux fonctionnaires du gouvernement égyptien.
Pendant la Première Guerre mondiale, il est très gravement blessé lors de la première bataille de la Marne et doit être amputé d'une jambe. Il sera vice-président de la section départementale de Loire-inférieure de l'« Union Nationale des Mutilés et Réformés » (UNMR).
Entré au service d'architecture de la ville de Nantes en 1919, il y est nommé « directeur du plan d'extension de la ville ». Architecte de la ville, il devient directeur d'architecture et des bâtiments municipaux en 1933, à la suite d'Étienne Coutan. On lui doit le monument aux morts de Nantes 1914-1918, situé à l'extrémité nord du cours Saint-André, inauguré en juillet 1927. En 1933, il transforme totalement l'intérieur des bains et lavoirs nantais de l'allée de la Maison-Rouge dessinés par Driollet en 1852. Il dessine aussi le stade Marcel-Saupin, inauguré en 1937 sous le nom de « stade Malakoff ». Dans la région, en collaboration avec Étienne Coutan, il dressa notamment les plans des bains-douches de Châteaubriant (Loire-Atlantique), en 1926.
Il est décoré de la Légion d'honneur en janvier 1933. Il décède à Passy à Haute-Savoie le 8 janvier 1938.
Camille Robida est inhumé avec son père Albert au cimetière de Croissy-sur-Seine, dans le tombeau familial qu'il dessina.

## Distinctions
- Médaille militaire (17 mai 1916)
- Croix de guerre 1914–1918
- Officier d'académie
- Médaille de bronze de la mutualité
- Officier de la Légion d'honneur (décret du 22 mars 1934)